# 木曜の怪談
『木曜の怪談』（もくようのかいだん）は、1995年から1997年までフジテレビ系「木曜20時枠」で放送されたテレビドラマ。開始当初は毎週木曜日19:30 - 20:54の1時間半の放送で、後に19:54 - 20:54の1時間に縮小された。一番組内で2〜3タイトルのドラマを放送するオムニバス形式をとっている。

## 番組概要
若手俳優、特にアイドル的人気をもつ俳優の起用が特徴であり、中でも最も話数が多く看板作品的な扱いだった『怪奇倶楽部』は滝沢秀明にとって初の主演作でもあった。『怪奇倶楽部』で共演していた滝沢と今井翼は後に「タッキー&翼」として歌手デビューするが、それまでは黒岩武役の川野直輝と合わせた3人で「怪談トリオ」と呼ばれていた。
「怪奇倶楽部シリーズ」「MMRシリーズ」『タイムキーパーズ』のみVHSビデオ化されている。他はビデオ化、DVD化といったソフト化自体がされておらず、97以外に至っては再放送自体も無い。
1999年頃にローカルセールス枠で再放送されたのを最後に長らく再放送されたことがなかったが2016年5月より『木曜の怪談'97』がCSチャンネルのファミリー劇場において再放送が行われた｡「魔法じかけのフウ」「爆裂!分身娘」はこの時がCS初放送だった。しかし、97以外のシリーズ作品は再放送は行われておらず、また、2023年になりようやく明らかとされた、本番組の出演者の多くが所属していた大手芸能事務所の起こした国際的に報道もされた社会問題的不祥事もあってか、2025年現在オンデマンド動画配信サービスなどでの配信も予定されていない。

## 歴史
1995年10月19日、『木曜の怪談』は19:30 - 20:54の1時間半の枠で放送を開始した。1996年4月からは20時台の1時間番組に縮小し、同年9月12日にいったん放送を終了する。
約1か月後の1996年10月17日、『新 木曜の怪談』と番組名を変えて放送を再開した。同年12月12日、『新 木曜の怪談』も終了。その約1か月後の1997年1月9日、『木曜の怪談 ファイナル』と番組名を再度変えて放送を開始。同年4月2日、放送を終了した。「ファイナル」と銘打ってはいたが、1か月の休止の後、同年5月1日に『木曜の怪談'97』が放送を開始。同年9月25日に放送の終了をもって、『木曜の怪談』シリーズは完全に終了した。なお最終回は、19時からの2時間スペシャルで放送した。
『新』のころから野球中継が重なることが増え、徐々にドラマそのものの製作本数も減り、『ファイナル』や『'97』に至っては木曜日のゴールデン枠がほとんど野球中継や報道特番に阻まれ、後にスペシャル番組として完結篇を放送するものが多かった。
後枠は『火曜ワイドスペシャル』を木曜日へ移行する形になり、タイトルも『強力!木スペ120分』へ改題された。

## 木曜の怪談

### オープニング
- 出演：Coming Century（森田剛、三宅健、岡田准一）
- プロデュース：原田泉
- 音楽プロデューサー：池田学
- 振り付け：サンチェ
- 制作：ROBOT

### 単発ドラマ
実際にこの名前で呼ばれることはなかったが便宜上こう表記する。唯一漫画作品を原作としたエピソード「午前0時の血」のほか、オリジナルエピソード「マリオ」「シンデレラの靴」「秘密の仲間」の3作品が存在する。いずれもジャニーズタレントが主演を務めており、主人公を待ち受けるのはダークな展開と結末であった。

#### 午前0時の血
- 放映日：1995年10月19日
- 原作：光原伸『アウターゾーン』（集英社）第9話「血と爪」
- 脚本：中村樹基
- 演出：瀧川治水
- 制作：東宝
- 出演：稲垣吾郎（当時SMAP）、小沢真珠、榎本加奈子、築山万有美、千喜良寿子、渡辺憲吉
- ナレーション：郷里大輔

#### マリオ
- 放映日：1995年11月2日
- プロデューサー：原田泉
- 脚本：中瀬理香
- 演出：下山天
- 制作：ROBOT
- 出演：堂本光一（KinKi Kids）、村上幸平、内山大介

#### シンデレラの靴
- 放映日：1995年12月7日
- プロデューサー：明石竜二
- 脚本：棟居仁
- 演出：山田大樹 (映画監督)
- 音楽：山辺義大
- 協力：エヌ・エス・ティー、ティ・エル・シー、TAMCO、東宝ビルト、東宝コスチューム、ローカスト
- 制作：ILC
- 出演：佐藤敦啓（現・佐藤アツヒロ、元光GENJI）、菅野美穂、椎谷建治、関根双葉、菊池なつ実、桃田佳世子、上原由恵、トライアルプロ、東京宝映

#### 秘密の仲間
- 放映日：1995年12月14日
- プロデュース：蒔田光治、上木則安
- 脚本：香川まさひと
- 演出：田島大輔
- 制作協力：ニユーテレス
- 制作：東宝
- 出演：草彅剛（当時SMAP）、三浦理恵子、梨本謙次郎、久野真紀子、吉永翼、正木蒼二、大久保貴光、伏石泰宏、花塚いづみ、松田千治、佐々木敏、吉水孝宏、偉藤康次、鳳プロ
- ナレーション：佐藤正治

### 怪奇倶楽部（小学生編、中学生編）
- 放映期間：1995年10月19日 - 1996年9月12日（全32回）
- プロデュース：稲田秀樹、加藤正俊
- 脚本：尾崎将也、田中一彦ほか
- 演出：木下高男、土方政人、舞原賢三、平野眞
- 音楽：見岳章
- 協力：ベイシス、バスク、フジアール、FLT、KHKアート
- 制作：共同テレビ
- 出演
  - 赤星のぼる：滝沢秀明
  - 紺野エリカ：野村佑香
  - 青木圭太：今井翼
  - 黒岩武：川野直輝
  - 藍原晶：前田愛（中学生編〜）
  - 紺野修平：森廉
  - のぼるの父：伊沢弘
  - のぼるの母：大島さと子
  - のぼるの祖父：宝田明
  - クラスターの声：坂東尚樹
  - その他：小橋めぐみ、勝村政信、大河内浩、渋谷琴乃、山崎一、岡本綾、今村恵子、他

『MMR』との合併2時間スペシャルを除きビデオ化されているが、一部の話のBGMが本放送時のものとは異なっている。
- サブタイトル（小学生編）
  - 第1話「花子さんの探し物」
  - 第2話「人間消失」
  - 第3話「コックリさんの祟り」
  - 第4話「心霊写真の女」
  - 第5話「ミイラの呪い」
  - 第6話「幽霊屋敷の夜」
  - 第7話「悪魔のテレビ」
  - 第8話「座敷わらし」
  - 第9話「ドッペルゲンガー」
  - 第10話「炎の西洋人形」
  - 第11話「血のバレンタイン」
  - 第12話「幽霊実習生」
  - 第13話「夢遊病院」
  - 第14話「うるう年の奇跡」
  - 第15話「宇宙からの侵略（前）｣
  - 最終話「宇宙からの侵略（後）｣

- サブタイトル（中学生編）
  - 第1話「蘇る魔人」
  - 第2話「呪われたカーブ」
  - 第3話「鬼門」
  - 第4話「絵の中の少女」
  - 第5話「死を招くカメラ」
  - 第6話「見知らぬクラスメイト」
  - 第7話「吸血ナイフ」
  - 第8話「蛇女」
  - 第9話「死神」
  - 第10話「神隠し」（MMRと合併スペシャル）
  - 第11話「楊貴妃の口紅」
  - 第12話「テレビ局の幽霊」
  - 第13話「さようなら座敷わらし」
  - 第14話「雪女」
  - 第15話「夢魔｣
  - 最終話「吸血影｣

### 七瀬ふたたび
- 放映期間：1995年10月19日 - 1996年1月11日（全6回）
- 原作：筒井康隆
- プロデューサー：手塚治、角田朝雄、野村敏哉、金丸哲也
- 脚本：武上純希
- 演出：辻野正人、中西健二、大井利夫
- 音楽：見岳章
- 制作：セントラル・アーツ（制作協力：東映）
- 出演
  - 七瀬：水野真紀
  - ノリオ：荘田優志
  - 恒夫：袴田吉彦
  - 藤子：秋本祐希
  - 西尾：筒井康隆
  - その他：榎本加奈子　久保晶

### ゴーストハンター早紀
- 放映期間：1996年1月11日 - 3月14日（全10回）
- プロデューサー：手塚治、角田朝雄、野村敏哉、金丸哲也
- 脚本：武上純希
- 演出：辻野正人、渡辺勝也、中西健二、大井利夫
- 音楽：埜邑紀見男
- 音楽プロデューサー：石川光（東映音楽出版）
- 制作：セントラル・アーツ（制作協力：東映）
- 出演：安達祐実、鶴見辰吾、絵本真由、山田侑磨、増田未亜、鹿島かんな

### 魔法のキモチ
- 放映期間： 1996年1月18日 - 3月14日（全9回）
- プロデュース：和田行、森谷雄
- 脚本：山崎淳也
- 演出：鈴木雅之、西前俊典
- 音楽：高田浩
- 技術協力：バスク、八峯テレビ
- スタジオ：東京メディアシティ
- 制作：フジテレビ第一制作部
- 出演
  - のぞみ：広末涼子
  - 小金丸：田口浩正
  - みき：村田和美
  - たかし：加藤晴彦
  - のぞみの父：山崎一
  - その他：今村雅美

### MMR未確認飛行物体
- 放映期間：1996年4月18日 - 9月12日（全16回）
- プロデュース：和田行
- 脚本：武上純希ほか
- 演出：田島大輔、山本一男
- CG：スタジオ美峰
- 技術協力：八峯テレビ、共同テレビジョン
- 出演
  - 踝透：中山秀征
  - 皇一行：細川茂樹
  - 山下剛：関口知宏
  - 小林奈津季：近藤サト
  - 佐藤寿一郎：松尾貴史
  - 青谷真弓：原千晶
  - その他：いかりや長介、浜丘麻矢、阿部寛、堀内正美、前田亜季、京本政樹、長谷川初範、伊藤淳史

## 新 木曜の怪談

### 怪奇倶楽部（学校の七不思議編）
- 放映期間：1996年10月17日 - 11月28日（全7回）
- プロデュース：松村俊二、加藤正俊
- 脚本：高山直也、田中一彦、尾崎将也
- 演出：木下高男、土方政人、平野眞、村上正典
- 音楽：見岳章
- 出演：
  - 赤星のぼる：滝沢秀明
  - 紺野エリカ：野村佑香
  - 青木圭太：今井翼
  - 黒岩武：川野直輝
  - 藍原晶：前田愛
  - 紺野修平：森廉
  - その他：奥山佳恵、橋爪功一、杉田香織

放送日程
参照宇宙船YB 1997, p. 67
| 話数 | 放送日   | サブタイトル       | 脚本     | 演出     |
| ---- | -------- | ------------------ | -------- | -------- |
| 1    | 10月17日 | 紫の鏡             | 高山直也 | 木下高男 |
| 2    | 10月24日 | 裏鬼門             | 田中一彦 | 土方政人 |
| 3    | 10月31日 | 甦る母             | 尾崎将也 | 土方政人 |
| 4    | 11月7日  | 亡霊武者           | 尾崎将也 | 平野眞   |
| 5    | 11月14日 | 霊界からのメロディ | 高山直也 | 村上正典 |
| 6    | 11月21日 | 天の邪鬼           | 田中一彦 | 土方政人 |
| 7    | 11月28日 | 時を超えた戦い     | 高山直也 | 木下高男 |

### サイボーグ
あらすじ
高校生の戒堂晃は、アメリカ留学中に爆弾テロに巻き込まれ瀕死の重傷を負った。だが、合衆国秘密組織の手によって脳以外の全身を機械化したサイボーグとなって蘇り帰国。普段は家族や友人に正体を悟られぬよう生活しているが、その裏では犯罪者を秘密裏に葬り去る戦士としての新たなる人生を送っている。
- 放映期間：1996年10月17日 - 11月21日（全6回）
- プロデュース：稲田秀樹
- 演出：本広克行、小野原和宏、和田卓也、舞原賢三
- 音楽：松原憲
- CG：スタジオ美峰
- 出演：
  - 戒堂晃：堂本光一
  - G.O.：升毅
  - 今村優香：竹内結子
  - 戒堂真由子：朝加真由美
  - 戒堂麻季：櫻井淳子
  - 戒堂由季：佐藤仁美
  - 今村優人：高橋直気
  - アミ：りょう
  - その他：未唯、上田耕一、矢島健一、生瀬勝久

放送日程
参照宇宙船YB 1997, p. 67
| 話数 | 放送日   | サブタイトル         | 脚本       | 演出       |
| ---- | -------- | -------------------- | ---------- | ---------- |
| 1    | 10月17日 | 最強の高校生         | 武上純希   | 本広克行   |
| 2    | 10月24日 | 狙われたハイテクビル | 武上純希   | 小野原和宏 |
| 3    | 10月31日 | 超能力少年           | 三上幸四郎 | 和田卓也   |
| 4    | 11月7日  | 悲しきモンスター     | 中瀬梨香   | 松原憲     |
| 5    | 11月14日 | 美しきパートナー     | 中瀬梨香   | 舞原賢三   |
| 6    | 11月21日 | アキラ、死す         | 武上純希   | 小野原和宏 |

### MMRスペシャル ノストラダムスの大予言 地球最後の日
- 放映期間：1996年12月5日 - 12月12日（全2回）
- 脚本：武上純希
- 演出：田島大輔
- CG：スタジオ美峰
- 出演
  - 踝透：中山秀征
  - 皇一行：細川茂樹
  - 山下剛：関口知宏
  - 佐藤寿一郎：松尾貴史
  - 小林奈津季：近藤サト
  - 青谷真弓：原千晶
  - MMR新人隊員（グレイ）：田口浩正
  - その他：持田真樹、中丸新将、ルー大柴

『MMR』はソフト化されているが、上記2話と怪奇倶楽部との合併2時間スペシャルのみソフト化されていない。

## 木曜の怪談 ファイナル

### タイムキーパーズ
あらすじ
中学3年生の里中廉太郎は受験当日、不審な男に追い回されていたところをリョウという男に助けられる。リョウの話によると、実は先程の不審な男は、未来から自分を狙いに来た犯罪者であり、自分たちは彼らから廉太郎を守るためにやってきたことを知る。
- 放映期間：1997年1月9日 - 2月27日、3月28日 - 4月2日[注 1][注 2]（全10回）
- 脚本：深沢正樹、武上純希、高山直也
- 演出：佐藤祐市、梅沢利之、村上正典、西谷弘
- CG：スタジオ美峰
- 出演
  - 里中廉太郎（レン）：滝沢秀明
  - リョウ：東幹久
  - ケイ：中山エミリ
  - 剛田刑事：大仁田厚
  - 八木みゆき：髙田万由子
  - 里中すみれ：森公美子
  - 廉太郎の父：近藤芳正
  - 田中刑事：山崎一
  - サイガ：柴俊夫
  - 愛川真琴：前田愛
  - 木崎課長：北見敏之
  - 最高司令官：天田俊明

放送日程
参照宇宙船YB 1998, p. 83
| 話数 | 放送日          | 脚本     | 演出     | ゲスト                            |
| ---- | --------------- | -------- | -------- | --------------------------------- |
| I    | 1月9日          | 深沢正樹 | 佐藤祐市 | 高杉亘 岡本綾                     |
| II   | 1月16日         | 武上純希 | 佐藤祐市 | 青田典子 山田誉子 本杉美香 森洋子 |
| III  | 1月23日         | 高山直也 | 村上正典 | 金田明夫 伊藤俊人                 |
| IV   | 1月30日         | 深沢正樹 | 梅沢利之 | 峰岸徹 野村佑香                   |
| V    | 2月6日          | 武上純希 | 佐藤祐市 | 春田純一                          |
| VI   | 2月13日         | 深沢正樹 | 村上正典 | 篠原涼子                          |
| VII  | 2月20日         | 高山直也 | 西谷弘   | 相島一之                          |
| VIII | 2月27日         | 武上純希 | 梅沢利之 | 石田太郎 浅野和之 今井翼 川野直輝 |
| IX   | 3月28日 3月31日 | 高山直也 | 佐藤祐市 |                                   |
| X    | 4月1日 4月2日   | 深沢正樹 | 佐藤祐市 |                                   |

## 木曜の怪談'97

### 悪霊学園
あらすじ
連香寺はるかは、明るく純粋な女子高生。しかし、実は彼女は、先祖代々悪霊払いをしていた退魔師の末裔だった。そんな彼女が、不本意ながらも様々な幽霊騒ぎに巻き込まれ、成仏出来ずに彷徨う悪霊を退治していく。
- 放映期間：1997年5月1日 - 5月22日（全4回）
- 脚本：深沢正樹、金子ありさ
- 演出：土方政人、舞原賢三
- 出演
  - 連香寺はるか：広末涼子
  - 連香寺玉（お玉さん）：中村玉緒
  - 木村伊織：鳥羽潤
  - 佐伯麗子：金澤あかね
  - 小出郁代：仲間由紀恵
  - 園田梨沙：星野真理
  - 水島明子（はるかの担任）：鳥越まり
  - 連香寺ススム（はるかの弟）：森廉
  - はるかの祖父：今福将雄
  - はるかの母：榊原るみ
  - 九条氷見子（教育実習生・人魂喰らい）：櫻井淳子
  - その他：逆瀬川了、金田明夫、阿南健治

### 妖怪新聞
あらすじ
私立戻橋中学校は妖怪による騒動が勃発していた。そんな中、妖怪マニアの教師・徳大寺功の発言で、澄香、翔、麻紀、麗子の仲良し4人組が『妖怪新聞』の記者となり、学校に現れる様々な妖怪に挑む。
- 放映期間：1997年5月29日 - 6月5日、8月21日、9月25日[1]（全5回）
- 脚本：武上純希、福田靖
- 音楽人：大河内元規
- 演出：小野原和宏、長江俊和
- 出演
  - 風祭澄香：野村佑香
  - 前島翔：前田愛
  - 五十嵐麻紀：浜丘麻矢
  - 中小路麗子：大村彩子
  - 徳大寺功（ドク）：萩原聖人
  - 三枝裕司：金子統昭
  - 五十嵐紋次郎：片岡鶴太郎
  - 五十嵐夫人：古手川祐子
  - 町内会長：田島令子
  - その他：梓真悠子、佐戸井けん太、熱田一、高橋卓也
- 語り：中村玉緒

### 魔法じかけのフウ
あらすじ
大手会社『ハッピーカンパニー』のおもちゃ部門に勤める夢野あすかは、新商品のアイデアとしてフウというキャラクターを発案する。しかし、そのフウに命が宿り、あすかが描いたイラストの中から飛び出した。不思議な力を持つフウは、あすかのために様々な事件を解決する。当時、ポンキッキーズに出演していた鈴木蘭々が主演だった関係もあり、一度本作のフウがポンキッキーズにゲスト出演している。
- 放映期間：1997年7月3日 - 1997年8月14日（全5回）
- 脚本：尾崎将也
- 演出：木下高男、梅沢利之
- 出演
  - 夢野あすか：鈴木蘭々
  - フウ（声）：松本美香
  - 小川勝也：山本太郎
  - 寺田善治郎（社長）：藤村俊二
  - 赤城良介：善家尚史
  - 鰐淵燐子：MIE
  - 唐渡常男：升毅
  - アンナ・キリヤマ：高山理衣
  - その他：斉藤暁、矢島健一、団時朗
- 語り：中村玉緒

### 爆裂!分身娘
あらすじ
生物学者・大崎博士の元でアルバイトをしていた内気な女子高生・ユミは、ひょんなことから彼が作った作物の収穫を2倍にする薬品を誤って飲んでしまう。すると、ユミの身体が分身して、中からもう1人のユミが現れる。ユミと性格が正反対の彼女は、ユミを翻弄し、様々な騒動を巻き起こす。
- 放映期間：1997年9月4日-9月11日（全3回）
- 脚本：田中一彦、高山直也
- 演出：本広克行、梅沢利之
- 出演
  - 若木ユミ：ともさかりえ
  - 本田秀丸（ユミの同級生で憧れの人）：井澤健
  - 秋山マドカ（ユミの親友）：浅井江理名
  - 綾辻小百合（ユミの同級生で秀丸をめぐってのライバル）：木村優希
  - 恵比寿亨（ユミの友人）：松山幸次
  - 大崎博士：三上市朗
  - 若木由雄（ユミの父）：西岡徳馬
  - 若木笙子（ユミの母）：増田恵子
  - 若木マコト（ユミの弟）：渋谷泰蔵
  - その他：大河内浩、久保晶
- 語り：中村玉緒

## 主題歌
- 第1期ED「DAY BY DAY」歌：L⇔R
- 第2期ED「THE SCENES OF BASE」歌：La La Factory
- MMR未確認飛行物体メインテーマ「アストラル・サークル」歌：ザ・サーフコースターズ
- MMR未確認飛行物体ED「SO SERIOUS 〜がむしゃらな恋〜」歌：オイスターズ
- 新・木曜の怪談ED「楽園」歌：THE YELLOW MONKEY
- 木曜の怪談 ファイナルED「ID」歌：ASKA
- 木曜の怪談'97OP「FLOWER & FLOWER 〜はなとはな〜」歌：The KIX-S
- 悪霊学園ED「MajiでKoiする5秒前」歌：広末涼子
- 妖怪新聞ED「WAKE UP,GIRLS」歌：プリティチャット
- 魔法じかけのフウED「Shoobie Doobie Doing!」歌：鈴木蘭々
- 爆裂!分身娘ED「女に生まれて良かったー」歌：さかともえり

## ネット局
| 放送対象地域   | 放送局                  | 系列                                         | 放送日時          | 放送日の遅れ | 備考   |
| -------------- | ----------------------- | -------------------------------------------- | ----------------- | ------------ | ------ |
| 関東広域圏     | フジテレビ(CX)          | フジテレビ系列                               | 木曜 19:54- 20:54 | 同時ネット   | 製作局 |
| 北海道         | 北海道文化放送(UHB)     | フジテレビ系列                               | 木曜 19:54- 20:54 | 同時ネット   |        |
| 岩手県         | 岩手めんこいテレビ(MIT) | フジテレビ系列                               | 木曜 19:54- 20:54 | 同時ネット   |        |
| 宮城県         | 仙台放送(OX)            | フジテレビ系列                               | 木曜 19:54- 20:54 | 同時ネット   |        |
| 秋田県         | 秋田テレビ(AKT)         | フジテレビ系列                               | 木曜 19:54- 20:54 | 同時ネット   |        |
| 山形県         | さくらんぼテレビ(SAY)   | フジテレビ系列                               | 木曜 19:54- 20:54 | 同時ネット   |        |
| 福島県         | 福島テレビ(FTV)         | フジテレビ系列                               | 木曜 19:54- 20:54 | 同時ネット   |        |
| 新潟県         | 新潟総合テレビ(NST)     | フジテレビ系列                               | 木曜 19:54- 20:54 | 同時ネット   |        |
| 長野県         | 長野放送(NBS)           | フジテレビ系列                               | 木曜 19:54- 20:54 | 同時ネット   |        |
| 静岡県         | テレビ静岡(SUT)         | フジテレビ系列                               | 木曜 19:54- 20:54 | 同時ネット   |        |
| 富山県         | 富山テレビ(BBT)         | フジテレビ系列                               | 木曜 19:54- 20:54 | 同時ネット   |        |
| 石川県         | 石川テレビ(ITC)         | フジテレビ系列                               | 木曜 19:54- 20:54 | 同時ネット   |        |
| 福井県         | 福井テレビ(FTB)         | フジテレビ系列                               | 木曜 19:54- 20:54 | 同時ネット   |        |
| 中京広域圏     | 東海テレビ(THK)         | フジテレビ系列                               | 木曜 19:54- 20:54 | 同時ネット   |        |
| 近畿広域圏     | 関西テレビ(KTV)         | フジテレビ系列                               | 木曜 19:54- 20:54 | 同時ネット   |        |
| 島根県・鳥取県 | 山陰中央テレビ(TSK)     | フジテレビ系列                               | 木曜 19:54- 20:54 | 同時ネット   |        |
| 岡山県・香川県 | 岡山放送(OHK)           | フジテレビ系列                               | 木曜 19:54- 20:54 | 同時ネット   |        |
| 広島県         | テレビ新広島(TSS)       | フジテレビ系列                               | 木曜 19:54- 20:54 | 同時ネット   |        |
| 愛媛県         | テレビ愛媛(EBC)         | フジテレビ系列                               | 木曜 19:54- 20:54 | 同時ネット   |        |
| 高知県         | 高知さんさんテレビ(KSS) | フジテレビ系列                               | 木曜 19:54- 20:54 | 同時ネット   |        |
| 福岡県         | テレビ西日本(TNC)       | フジテレビ系列                               | 木曜 19:54- 20:54 | 同時ネット   |        |
| 佐賀県         | サガテレビ(STS)         | フジテレビ系列                               | 木曜 19:54- 20:54 | 同時ネット   |        |
| 長崎県         | テレビ長崎(KTN)         | フジテレビ系列                               | 木曜 19:54- 20:54 | 同時ネット   |        |
| 熊本県         | テレビ熊本(TKU)         | フジテレビ系列                               | 木曜 19:54- 20:54 | 同時ネット   |        |
| 大分県         | テレビ大分(TOS)         | 日本テレビ系列 フジテレビ系列                | 木曜 19:54- 20:54 | 同時ネット   |        |
| 宮崎県         | テレビ宮崎(UMK)         | フジテレビ系列 日本テレビ系列 テレビ朝日系列 | 木曜 19:54- 20:54 | 同時ネット   |        |
| 鹿児島県       | 鹿児島テレビ(KTS)       | フジテレビ系列                               | 木曜 19:54- 20:54 | 同時ネット   |        |
| 沖縄県         | 沖縄テレビ(OTV)         | フジテレビ系列                               | 木曜 19:54- 20:54 | 同時ネット   |        |
| 徳島県         | 四国放送(JRT)           | 日本テレビ系列                               | 日曜 10:00- 11:00 | 17日遅れ     |        |